# ACBS Asian Snooker Championship
Giải vô địch bi da châu Á ACBS là giải đấu bi da không chuyên nghiệp hàng đầu ở châu Á. Chuỗi sự kiện được Liên đoàn thể thao bi-a châu Á chấp thuận và bắt đầu từ năm 1984. Hầu hết, người chiến thắng của giải đấu đủ điều kiện tham gia mùa giải tiếp theo của Giải bi da chuyên nghiệp.